# Trap Pea
Trap Pea è un singolo del rapper dominicano El Alfa, pubblicato dalla El Jefe il 20 agosto 2020.
Il brano conta la collaborazione del rapper statunitense Tyga.

## Tracce
1. Trap Pea – 3:48